# Урюпіно (Алейський район)
Урю́піно (рос. Урюпино) — село у складі Алейського району Алтайського краю, Росія. Адміністративний центр Урюпінської сільської ради.

## Населення
Населення — 638 осіб (2010; 691 у 2002).
Національний склад (станом на 2002 рік):
- росіяни — 87 %